# Quan Kế Huy
Quan Kế Huy (tên tiếng Trung: 關繼威, Hán Việt: Quan Kế Uy; tên tiếng Anh Ke Huy Quan; sinh ngày 20 tháng 8 năm 1971), hay còn được biết đến với nghệ danh Jonathan Ke Quan (/kiːˈkwɑːn/), là một nam diễn viên người Mỹ, một thuyền nhân Việt Nam, xuất thân từ một gia đình người Việt gốc Hoa. Từ thuở nhỏ ông đã tham gia vào các vai diễn như Short Round trong Indiana Jones and the Temple of Doom (1984), Data trong The Goonies (1985). Sau khi hoàn tất các bộ phim sitcom Head of the Class (1991) và Encino Man (1992), ông đã tạm ngừng diễn xuất.
Sau gần 20 năm gián đoạn kể từ vai diễn cuối cùng của mình, Huy đã trở lại diễn xuất vào năm 2021 trong bộ phim hài – chính kịch – khoa học viễn tưởng Cuộc chiến đa vũ trụ được giới phê bình đánh giá cao. Diễn xuất của ông đã nhận được sự hoan nghênh lớn và mang về cho ông giải Oscar và giải Quả cầu vàng cho nam diễn viên điện ảnh phụ xuất sắc nhất. Ông là một trong hai diễn viên gốc Á đã đoạt giải Oscar cho nam diễn viên phụ xuất sắc nhất, người còn lại là Haing S. Ngor. Ngoài ra, với chiến thắng tại giải SAG, ông cũng đã trở thành người gốc Á đầu tiên giành chiến thắng ở hạng mục nam diễn viên phụ điện ảnh. Ông là diễn viên sinh ra tại Việt Nam đầu tiên giành giải Oscar và giành hạng mục nam phụ cho giải Quả cầu vàng.

## Xuất thân và giáo dục
Quan Kế Huy sinh ngày 20 tháng 8 năm 1971 tại Sài Gòn, Việt Nam Cộng hòa. Cha mẹ của ông là người Việt gốc Hoa có 9 người con, ông là một trong số đó. Đến năm 1978, ông và gia đình đã vượt biên bằng thuyền ra khỏi Việt Nam và đến một trại tị nạn ở Hồng Kông, trong khi mẹ ông cùng ba anh chị em khác chạy sang Malaysia. Cả gia đình ông sau đó đã được tái định cư tại Hoa Kỳ thông qua các chương trình dành cho người tị nạn vào năm 1979.
Tại Hoa Kỳ, Huy đã học tại trường Trung học Mount Gleason ở Tujunga, California và trường Phổ thông Alhambra ở Alhambra, California. Vào năm 1999, ông đã tốt nghiệp Trường Nghệ thuật Điện ảnh của Đại học Nam California. Bấy giờ, ông đã sản xuất ghi hình một bộ phim ngắn Voodoo và nhận được nhiều giải thưởng; người bạn của ông, Gregg Bishop đã viết kịch bản và làm đạo diễn bộ phim. Nhiều bộ phim ngắn đoạt giải của ông như Electronic Labyrinth THX 1138 4EB của George Lucas và The Lift của Robert Zemeckis hiện đang được sử dụng để định hướng cho sinh viên điện ảnh khi mới nhập học vào Đại học Nam California. Sau khi tốt nghiệp, ông đã sang Hồng Kông thực hiện nhiều dự án cùng đạo diễn Nguyên Khuê.

## Sự nghiệp diễn xuất

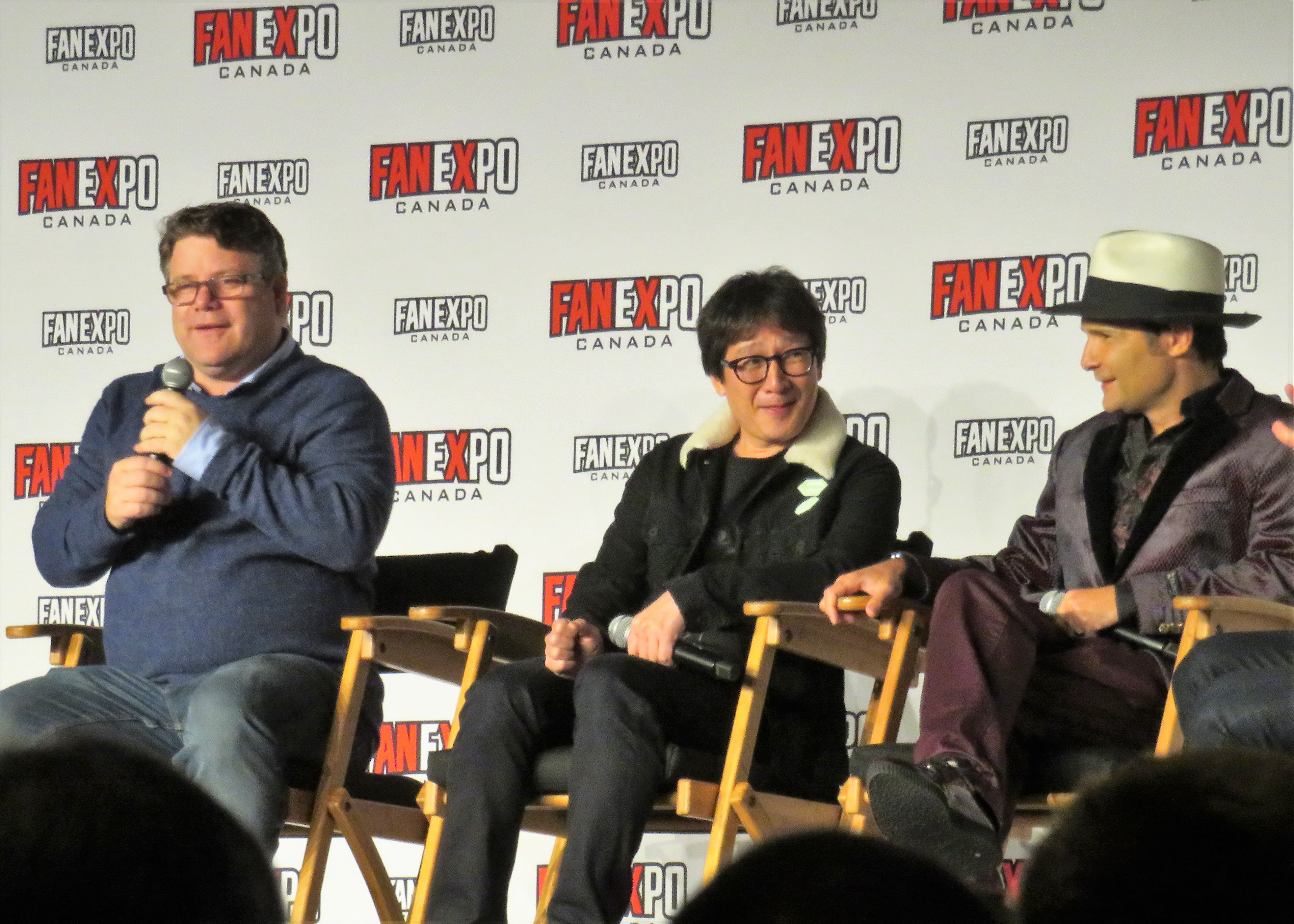
Sean Astin, Quan Kế Huy và Corey Feldman tại buổi giao lưu phim The Goonies.

### 1984–1997: Đột phá trong sự nghiệp vớiIndiana Jones
Kế Huy đã bắt đầu bước vào sự nghiệp diễn xuất từ khi 12 tuổi khi vào vai Short Round trong bộ phim Indiana Jones and the Temple of Doom cùng với nam diễn viên gạo cội Harrison Ford. Giám đốc cho các buổi tuyển diễn viên đã thử vai một số đứa trẻ tại trường tiểu học Castelar, bao gồm cả em trai của Huy. Năm 1985, ông đã vào vai chính trong The Goonies với vai trò là thành viên trong một nhóm trẻ cùng tên phim. Ngoài ra, vào năm 1986 ông cũng đã vào vai một đứa trẻ mồ côi chuyên đi cướp bóc trong một bộ phim Đài Loan It Takes a Thief. Đến năm 1987, ông đã xuất hiện trong bộ phim Nhật Bản Passengers (Passenjā Sugisarishi Hibi) cùng với nữ ca sĩ Honda Minako. Ông cũng từng tham gia vai Sam trong sê-ri phim ngắn Together We Stand (1986–1987) hay vai Jasper Kwong trong sitcom Head of the Class từ năm 1990 đến năm 1991.
Năm 1991, ông đã tham gia vào bộ phim Breathing Fire và có một vai nhỏ những năm sau đó. Ông đã tham gia đóng chính trong bộ phim truyền hình tiếng Quan Thoại The Big Eunuch and the Little Carpenter kéo dài 40 tập. Hay vào năm 1996, ông đã vào vai trong một bộ phim với sự hợp tác sản xuất giữa Hồng Kông và Việt Nam Hồng hải tặc. Kế Huy còn đã học Taekwondo dưới sự hướng dẫn Philip Tan cho tác phẩm Indiana Jones and the Temple of Doom; sau đó thì Đàm Đáo Lương là người hướng dẫn cho ông.

### 1998–2018: Chuyển sang vai trò sản xuất
Khi trưởng thành, Kế Huy bắt đầu gặp khó khăn trong việc tìm kiếm công việc diễn xuất tại Hoa Kỳ, cuối cùng ông đã từ bỏ vai trò diễn xuất và đăng ký vào chương trình điện ảnh tại Đại học Nam California (USC). Sau khi hoàn tất chương trình tại USC, Huy đã được Nguyên Khuê đề nghị đến Toronto, Ontario, Canada để hỗ trợ dàn dựng các phân cảnh chiến đấu cho bộ phim X-Men (2000). Trong thập kỷ tiếp theo, ông làm những công việc hậu trường cho nhiều tác phẩm khác nhau ở châu Á lẫn Hoa Kỳ. Ông đã tiếp tục tham gia vai vào đội ngũ sản xuất giúp Khuê thực hiện dự án The One (2001). Ngoài ra, ông còn từng làm trợ lý đạo diễn cho Vương Gia Vệ trong bộ phim 2046 (2004).

### 2018–nay: Trở lại vai trò diễn xuất
Kế Huy được cho là đã lấy lại cảm hứng diễn xuất nhờ thành công của bộ phim Con nhà siêu giàu châu Á vào năm 2018. Cùng năm đó, bộ đôi Daniels đã bắt đầu tuyển chọn diễn viên cho bộ phim Cuộc chiến đa vũ trụ. Bộ đôi này được cho là đã gặp phải khó khăn khi tìm kiếm vai diễn cho nhân vật Waymond Wang – một người xuất hiện với ba thân phận khác nhau trong phim. Sau đó, họ đã tình cờ gặp được Kế Huy trên Twitter. Hai tuần sau khi nhận được lời mời từ người đại diện, nam diễn viên đã chính thức bắt đầu thử vai cho bộ phim. Vào tháng 1 năm 2020, Quan Kế Huy được xác nhận là một diễn viên trong phim Cuộc chiến đa vũ trụ.
Bộ phim đã được khởi chiếu vào tháng 3 năm 2022 và nhận được nhiều sự ủng hộ mạnh mẽ, nhờ diễn xuất mà Kế Huy đã nhận được nhiều lời khen cũng như chú ý của giới truyền thông. Chính vai diễn trong bộ phim Cuộc chiến đa vũ trụ, ông đã giành được giải Quả cầu vàng, giải thưởng của Nghiệp đoàn Diễn viên Màn ảnh và giải Oscar. Chiến thắng tại Giải thưởng của Nghiệp đoàn Diễn viên Màn ảnh đã đưa ông trở thành người gốc Á đầu tiên chiến thắng hạng mục Nam diễn viên phụ. Chiến thắng từ bộ phim đã giúp ông tái hợp với Steven Spielberg và Harrison Ford.

## Đời tư
Kế Huy là một người gốc Hán và là người Hoa, thuộc nhóm dân tộc thiểu số của Việt Nam. Ông thông thạo tiếng Anh, tiếng Quảng Châu, tiếng Trung và tiếng Việt. Hiện ông đã kết hôn với Corinna Ke Quan và đang sinh sống cùng vợ mình tại Woodland Hills, Los Angeles. Đồng hành cùng ông là người bạn thân, kiêm bạn diễn trong phim The Goonies Jeff Cohen, đồng thời cũng là luật sư cá nhân cho ông.

## Tác phẩm

### Phim điện ảnh
| Năm  | Tựa phim                             | Vai diễn            |
| ---- | ------------------------------------ | ------------------- |
| 1984 | Indiana Jones and the Temple of Doom | Short Round         |
| 1985 | The Goonies                          | Richard "Data" Wang |
| 1986 | It Takes a Thief                     | Little Guan         |
| 1987 | Passenger                            | Rick                |
| 1991 | Breathing Fire                       | Charlie Moore       |
| 1992 | Encino Man                           | Kim                 |
| 1996 | Red Pirate                           | Kwan Chia Chiang    |
| 2002 | Second Time Around                   | Sing Wong           |
| 2021 | Finding ʻOhana                       | George Phan         |
| 2022 | Cuộc chiến đa vũ trụ                 | Waymond Wang        |
| 2024 | The Electric State                   | Dr Amherst          |
| 2024 | Kung Fu Panda 4                      | Han                 |
| 2025 | Yêu là đau                           | Marvin Gable        |
| 2025 | Phi vụ động trời 2                   | Gary                |

### Truyền hình
| Năm       | Tựa phim                                | Vai trò      | Ghi chú                                               |
| --------- | --------------------------------------- | ------------ | ----------------------------------------------------- |
| 1986–1987 | Together We Stand                       | Sam          | 19 tập                                                |
| 1990–1991 | Head of the Class                       | Jasper Kwong | Nhân vật chính (mùa 4–5)                              |
| 1991      | Tales from the Crypt                    | Josh         | Tập: "Undertaking Palor"                              |
| 1993      | The Big Eunuch and the Little Carpenter | Ba Dajia     | Nhân viên chính; bản truyền hình của Đài Loan, 40 tập |
| 2023      | Loki                                    | Ouroboros    | Mùa hai.                                              |
| 2023      | American Born Chinese                   | Freddy Wong  |                                                       |

### Khác
| Năm  | Tựa phim | Vai trò                      |
| ---- | -------- | ---------------------------- |
| 2000 | X-Men    | Trợ lý hành động, phiên dịch |
| 2001 | The One  | Trợ lý                       |
| 2004 | 2046     | Trợ lý đạo diễn              |